# 1198年教宗選舉
1198年教宗選舉是在1198年1月8日因教宗雷定三世逝世而召開的教宗選舉，最終樞機團選出依諾增爵三世擔任教宗。這是首次設立審查員的教宗選舉。

## 雷定三世離世
1191年，雷定三世以85歲之齡當選教宗。由於雷定三世當選時已經是非常年老，故此他只做了7年教宗。1197年聖誕節當天，91歲的雷定三世表達退位的意願。他同時指他退位的條件是要令他的緊密合作者——若望·迪·聖保祿樞機當選為新教宗。不過，各樞機基於該條件不符「參與教宗選舉的樞機必須不受其他人影響而選出新教宗」的規定而拒絕教宗的提議。1198年1月8日，雷定三世去世。

## 參與選舉的樞機
雷定三世離世時，樞機團有29位成員。然而，當時有可能有最多22位樞機身在羅馬並參與選舉。
| 姓名                   | 領銜教區/堂區/執事區                            | 冊封樞機日期   | 冊封者       | 備註                                                  |
| ---------------------- | ----------------------------------------------- | -------------- | ------------ | ----------------------------------------------------- |
| 奧塔維亞諾·迪·保利     | 奧斯蒂亞羅馬城郊教區及 韋萊特里羅馬城郊教區主教 | 1182年12月18日 | 路爵三世     |                                                       |
| 伯多祿·加洛西亞        | 波多-聖魯菲納羅馬城郊教區主教                   | 1188年         | 克勉三世     |                                                       |
| 蘇非多                 | 聖巴西德聖殿司鐸                                | 1182年12月18日 | 路爵三世     |                                                       |
| 潘多爾福·達·盧卡       | 十二宗徒聖殿司鐸                                | 1182年12月18日 | 路爵三世     | 駐托斯卡尼宗座使節                                    |
| 伯多祿·戴安娜          | 聖則濟利亞聖殿司鐸                              | 1185年3月16日  | 路爵三世     |                                                       |
| 佐丹奴·迪·切卡諾       | 聖普正珍大殿司鐸                                | 1188年3月12日  | 克勉三世     |                                                       |
| 若望·達·維泰博         | 拉特朗聖格肋孟聖殿司鐸                          | 1189年5月      | 克勉三世     | 維泰博和多斯加尼拉教區主教                            |
| 圭多·巴巴拉斯基        | 越台伯河的聖母大殿司鐸                          | 1190年9月22日  | 克勉三世     |                                                       |
| 若望·迪薩萊諾          | 聖斯德望圓形堂司鐸                              | 1190年9月22日  | 克勉三世     | 在已完成審查程序的第1次投票裏 獲選為教宗但拒絕出任    |
| 色斯奧·琴奇            | 盧奇娜的聖老楞佐聖殿司鐸                        | 1190年9月22日  | 克勉三世     |                                                       |
| 烏戈·博波恩            | 聖思維及聖馬丁聖殿司鐸                          | 1190年9月22日  | 克勉三世     | 聖伯多祿大殿總司鐸                                    |
| 若望·迪·聖保祿         | 聖普里斯卡堂司鐸                                | 1193年2月20日  | 雷定三世     | 雷定三世心目中的繼任人                                |
| 格拉齊亞諾·達·比薩     | 聖葛斯默和達彌盎聖殿執事                        | 1178年3月4日   | 亞歷山大三世 | 首席助祭                                              |
| 赫拉爾·阿利色古尼      | 聖亞德堂執事                                    | 1182年12月18日 | 路爵三世     |                                                       |
| 額我略·德·聖阿波斯托洛 | 金碧地利聖母堂執事                              | 1188年3月12日  | 克勉三世     |                                                       |
| 額我略·克雷森茲        | 阿郊洛聖母堂執事                                | 1188年3月12日  | 克勉三世     |                                                       |
| 額我略·卡爾尼          | 維拉布洛聖喬治聖殿執事                          | 1190年9月22日  | 克勉三世     |                                                       |
| 洛卡里諾·德孔蒂·德塞尼 | 聖色爾爵及伯古斯堂執事                          | 1190年9月22日  | 克勉三世     | 在這次選舉裏獲選為教宗諾森三世                        |
| 額我略·波波尼          | 波斯利亞的聖安傑洛堂執事                        | 1190年9月22日  | 克勉三世     |                                                       |
| 尼可羅馬基·斯科拉里    | 希臘聖母堂執事                                  | 1190年9月22日  | 克勉三世     |                                                       |
| 波波                   | 聖戴多祿堂執事                                  | 1193年2月20日  | 雷定三世     |                                                       |
| 琴喬                   | 塞爾奇的聖盧西亞教堂執事                        | 1193年2月20日  | 雷定三世     | 總務樞機兼署理羅馬天主教會副總理、 未來的教宗何諾三世 |

上述22位樞機裏雷定三世冊封了3位樞機，路爵三世則冊封了5位。亞歷山大三世冊封了1位，而剩餘的13位樞機都是由克勉三世冊封。

## 缺席選舉的樞機
有最少7位樞機有可能沒有參與選舉。
| 姓名                    | 領銜教區/堂區/執事區     | 冊封樞機日期     | 冊封者       | 備註                                                                         |
| ----------------------- | ------------------------ | ---------------- | ------------ | ---------------------------------------------------------------------------- |
| 康拉德·馮·維特爾斯巴赫  | 薩比娜羅馬城郊教區主教   | 1165年12月18日   | 亞歷山大三世 | 樞機團團長、駐敘利亞宗座使節、薩爾斯堡總主教和外地樞機                       |
| 紀堯姆·柯斯·布蘭斯·敏斯 | 聖撒比納聖殿司鐸         | 1179年3月        | 亞歷山大三世 | 首席司鐸、法蘭西王國國務卿、蘭斯總主教和外地樞機                             |
| 魯杰羅·迪·聖塞韋里諾    | 聖尤西比奧堂司鐸         | 約1178年至1180年 | 亞歷山大三世 | 貝內文托總主教和外地樞機                                                     |
| 艾德拉德·郭居靜         | 羅馬天主教會樞機         | 1185年3月16日    | 路爵三世     | 外地樞機兼維羅納主教，獲選為維羅納主教後辭去聖瑪策祿堂領銜司鐸一職           |
| 貝爾納                  | 聖伯多祿鎖鏈堂司鐸       | 1188年3月12日    | 克勉三世     | 駐托斯卡尼和倫巴底宗座使節                                                   |
| 羅夫雷多·達利·蘇拉      | 聖瑪策林及聖伯多祿堂司鐸 | 1188年           | 克勉三世     | 卡西諾山修道院院長和外地樞機                                                 |
| 伯多祿·卡普阿           | 拉塔路聖母堂執事         | 1193年2月20日    | 雷定三世     | 駐那不勒斯、倫巴底和波蘭宗座使節，返回羅馬途中被人搶劫及囚禁以致未能參與選舉 |

上述7位缺席選舉的樞機裏路爵三世和雷定三世均分別冊封了1位樞機，而亞歷山大三世和克勉三世則分別冊封了3位和2位樞機。

## 諾森三世當選教宗

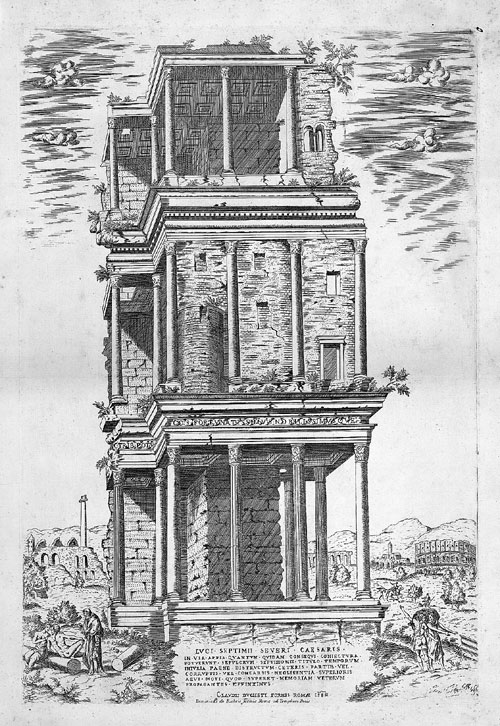
七節樓，這次選舉的舉行地。

雷定三世離世當天，各樞機於七節樓集合並自行與世隔絕直至選舉完結。各樞機首次採用審查員制度進行選舉。有部分樞機被選為審查員，他們負責點票、記錄和向樞機團成員公布選舉結果。經審查的第1次投票結果裏顯示若望·迪薩勒諾樞機得到最多票數的10票，但是迪薩勒諾樞機表示會拒絕出任教宗。在第2次投票中，各樞機一致投票支持聖色爾爵及伯古斯堂執事、37歲的洛卡里諾·德孔蒂·德塞尼樞機為教宗。德塞尼樞機接受選舉結果並取名為諾森三世。
1198年2月22日，諾森三世被奧斯蒂亞及韋萊特里主教奧塔維亞諾·迪·保利樞機晉鐸和晉牧。然後首席助祭兼聖葛斯默和達彌盎聖殿執事格拉齊亞諾·達·比薩樞機莊嚴地為他加冕。

## 腳註及參考文獻

### 腳註
1. 1 2 3 4 5 6  John Paul Adams. . California State University Northridge.   [2017-08-06]. （原始内容存档于2017-07-13） （英语）.
2. ↑   Frederic J. Baumgartner. . Palgrave Macmillan. 2003: 34. ISBN 0-312-29463-8 （英语）.
3. 1 2  A. Piazzoni, p. 177
4. 1 2  . New Advent.   [2017-08-06]. （原始内容存档于2012-06-22） （英语）.
5. 1 2 3  T. Greenwood, p. 358
6. ↑  . The Holy See.   [2017-08-06]. （原始内容存档于2017-07-10） （英语）.
7. ↑   W. Maleczek, p. 241, K. Eubel, p. 3, note 1
8. ↑  W. Maleczek, p. 354
9. ↑  Maleczek, Werner. . Vienna: M. Schöbel. 1984 （德语）.
10. ↑  Salvador Miranda. . Florida International University.   [2017-08-09]. （原始内容存档于2016-03-05） （英语）.
11. 1 2  W. Maleczek, p. 108
12. ↑  Salvador Miranda. . Florida International University.   [2017-07-07]. （原始内容存档于2016-03-05） （英语）.
13. ↑  Ganzer, pp. 125-129 no. 51
14. ↑  Ganzer, pp. 129-131 no. 52
15. ↑  Salvador Miranda. . Florida International University.   [2017-08-09]. （原始内容存档于2017-06-14） （英语）.
16. 1 2  A. Piazzoni,  p. 176 note 2
17. ↑  . New Advent.   [2017-08-08]. （原始内容存档于2017-12-24） （英语）.
18. ↑  T. Greenwood, p. 299
19. ↑  Smith, p. 12
20. 1 2  Salvador Miranda. . Florida International University.   [2017-08-06]. （原始内容存档于2017-06-01） （英语）.
21. ↑  Julien Théry. : 13–14.   [2017-08-06]. （原始内容存档于2017-11-22） （法语）.
22. ↑  . The Holy See.   [2017-08-06]. （原始内容存档于2017-07-10） （英语）.